# Шарапова, Любовь Владимировна
Любовь Владимировна Шарапова (род. 26 марта 2000 года) — российский боксёр. Серебряный призёр чемпионата России (2020 год), двукратный бронзовый призёр чемпионатов России (2022 и 2023 годов. Мастер спорта Российской Федерации международного класса.

## Карьера
Любовь родилась 26 марта 2000 года в городе Макарьеве Костромской области. Боксом занимается с 13 лет. Выступает за Рязанскую область, воспитанница ГАУ РО СШОР «Лидер», город Касимов, Рязанская область.
В 2020 году на чемпионат России в Ульяновске завоевала серебряную медаль в весовой категории до 50 кг. В финальной схватке уступила Светлане Солуяновой.
В 2022 году стала обладателем бронзовой медали на национальном чемпионате в Краснодаре в категории до 50 кг.
В 2023 году в Уфе на чемпионате России по боксу вновь стала бронзовым призёром в категории до 50 кг.
Приказом министра спорта РФ № 111-нг от 26 апреля 2024 года Любови присвоено спортивное звание Мастер спорта России международного класса.
Обучалась на факультете физической культуры и спорта РГУ имени С. А. Есенина.

## Достижения
- Серебряный призёр чемпионата России 2020 года;
- Бронзовый призёр чемпионатов России 2022 и 2023 годов.